# Leptodon forbesi
Leptodon forbesi là một loài chim trong họ Accipitridae.